# Marcel Schwob

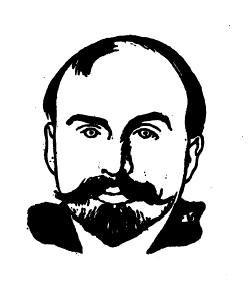
Marcel Schwob

Mayer André Marcel Schwob, bekend als Marcel Schwob (Chaville, 23 augustus 1867 - Parijs, 26 februari 1905) was een joods Franse symbolistische schrijver. Hij is bekend van zijn korte verhalen en zijn literaire invloed op schrijvers als Jorge Luis Borges en Roberto Bolaño. Naast meer dan honderd korte verhalen, schreef hij journalistieke artikelen, essays, biografieën, literaire recensies en analyse, vertalingen en toneelstukken. Hij was bevriend met een groot aantal intellectuelen en kunstenaars.

## Privéleven

### Jeugd
Schwob komt uit een gecultiveerde familie uit Chaville, Hauts-de-Seine. Zijn vader, George Schwob, was bevriend met Franse intellectuelen als Théodore de Banville en Théophile Gautier. Zijn moeder, Mathilde Cahun, kwam uit een familie van intellectuelen uit de Elzas. Hij was de broer van journalist Maurice Schwob en oom van de surrealistische schrijfster en fotografe Claude Cahun (pseudoniem van Lucy Schwob).
Toen hij geboren werd, was zijn familie pas net terug uit Egypte, waar zijn vader het kabinet van het ministerie van Buitenlandse zaken had geleid. Toen de Derde Franse Republiek in 1871 werd uitgeroepen, woonde de Schwob-familie in Tours en was George de hoofdredacteur van de krant Le Républicain d'Indre-et-Loire. In 1876 verhuisde hij met zijn familie naar Nantes om het Republikeinse dagblad Le Phare de la Loire te leiden. Toen George in 1892 overleed, nam zijn oudste zoon, Maurice zijn plek bij de krant over.
Op 11-jarige leeftijd ontdekte Marcel Schwob het werk van Edgar Allan Poe vertaald door Charles Baudelaire. Vervolgens herlas hij de verhalen in het Engels. Ze zouden hem zijn leven lang beïnvloeden. Tussen 1878-1879 studeerde hij aan het Lycee van Nantes, waar hij de 1e prijs voor Excellentie won. In 1881 werd hij naar zijn oom van moederszijde in Parijs gestuurd die er hoofdbibliothecaris van de bibliotheek van Mazarin was, en studeerde hij aan de Lycée Louis-le-Grand, waar hij bevriend raakte met Léon Daudet en Paul Claudel.
Hij had een uitmuntend taalgevoel en sprak er al gauw vele. In 1884, ontdekte hij  Robert Louis Stevenson, die een voorbeeld en vriend voor hem zou worden. Hij studeerde filologie en Sanskriet onder Ferdinand de Saussure aan de École Pratique des Hautes Etudes in 1883-4.
Hij werd niet toegelaten voor de École Normale Supérieure, maar haalde zijn Bachelor of Arts in 1888. Hij werd een professioneel journalist en publiceerde in de “Phare de la Loire”, de “Evénement” en de “Echo de Paris”. Hij kwam via deze kranten in contact met Paul Valery, André Gide, Colette en Jules Renard.

### Relaties
Marcel Schwob kende twee grote liefdes in zijn leven: een jonge vrouw genaamd Louise en de populaire actrice Marguerite Moreno. Louise was mogelijk een prostituee. Ze hielden hun relatie geheim en veel van de brieven die ze naar elkaar stuurden zijn door Schwob vernietigd. Na een omgang van twee jaar stierf Louise aan tuberculose. Marcel Schwob was er kapot van en sprak erover met veel van zijn vrienden.  Hij droeg zijn roman “Le livre de Monelle” aan haar op en baseerde de hoofdpersoon op haar.
Een jaar na de dood van Louise, in 1894, ontmoette Schwob Marguerite Moreno, toen 23 jaar oud. Vanaf januari 1895 waren ze officieel samen en vijf jaar later trouwden ze in Londen. De Engelse schrijver Charles Whibley was een van de getuigen. Hun relatie was niet conventioneel. Wegens Moreno’s carrière en Schwobs vele reizen waren ze niet veel samen.

### Gezondheid
In 1884 kreeg Schwob een ongeneeslijke aandoening aan zijn darmen. Ook werd hij geplaagd door terugkerende griep en longontsteking, waarvoor hij verschillende keren werd geopereerd. Gedurende de laatste tien jaar van zijn leven verloor hij veel gewicht. In februari 1905 werd een longontsteking de 37-jarige schrijver fataal.

## Werk
Schwob ontwikkelde een passie voor de Franse slang of argot, in het bijzonder voor de taal van de Coquillards, gebruikt door  Villon in zijn Ballads in jargon. Hij was het niet eens met de door Victor Hugo in Les Misérables wijdverbreide mening dat jargon een taal is die spontaan ontstaat. Volgens Schwob is slang een kunstmatige taal in code.
Gedurende acht jaar lang schreef hij korte verhalen die werden verzameld in zes boeken: Cœur double (Dubbel hart, 1891), Le Roi au masque d'or (De koning met het gouden masker, 1892), Mimes (Mimespelers, 1893), Le Livre de Monelle (Het boek van Monelle, 1894), La croisade des enfants (De Kinderkruistocht, 1896), en Vies imaginaires (Verbeelde levens, 1896). Zijn laatste novelle, L'Etoile de bois was de langste die hij schreef en werd gepubliceerd in 1897. Tijdens zijn leven zijn er twee grote herdrukken gepubliceerd van zijn verhalenbundels: La Porte des rêves (De dromenpoort, 1899), geïllustreerd door Georges de Feure, en La lampe de Psyché (Psyche’s lamp, 1903).
Samen met Stuart Merrill, Adolphe Rette, en Pierre Louÿs werkte Marcel Schwob aan de Franse uitvoering van Oscar Wilde's toneelstuk  Salomé. Het toneelstuk werd in het Frans geschreven om de Britse wet die het afbeelden van de Bijbelse personages op het podium verbiedt, te vermijden. Wilde worstelde met zijn Frans, en het stuk werd gecorrigeerd door Marcel Schwob. Het was voor het eerst te zien in Parijs in 1896.

### Invloeden
- Le livre de Monelle uit 1894, had grote invloed op Les Nourritures terrestres van André Gide (Schwob beschuldigde Gide zelfs van plagiaat).
- La Croisade des enfants uit (1896) had grote invloed op William Faulkners As I Lay Dying en Jerzy Andrzejewski's The Gates of Paradise.
- Max Ernst citeerde hem in Une semaine de bonté (1934).
- Jorge Luis Borges schreef dat zijn boek Historia universal de la infamy uit 1936 geïnspireerd was op Schwobs Vies Imaginaires.

### Eerbetoon
- Paul Valéry droeg twee werken aan Schwob op - Introduction à la Méthode de Léonard de Vinci en Soirée avec M. Teste.
- Alfred Jarry droeg Ubu Roi op aan Schwob.
- Oscar Wilde droeg "The Sphinx Without a Secret" (1894) op aan Schwob, "in friendship and admiration".
- Het Nederlands Letterenfonds is in 2011 het Schwob-project gestart. Het project stimuleert het lezen van vergeten internationale klassiekers en cultboeken uit de twintigste eeuw.

## Oeuvre
- Étude sur l’argot français (1889)
- Cœur double (1891) Tekst online: Wikisource, (marcel-schwob.org)
- Le Roi au masque d’or (1892) Tekst online
- Mimes (1893)
- Le Livre de Monelle (1894) Tekst online : (marcel-schwob.org), (scribd.com)
- Annabella et Giovanni (1895)
- La Croisade des enfants (1896) (De Kinderkruistocht, Brussel: Stols, 1931) Tekst online: Wikisource, (ebooksgratuits.com)
- Spicilège (1896) Tekst online
- Vies imaginaires (1896)
- La Légende de Serlon de Wilton (1899)
- La Lampe de Psyché (1903)
- Mœurs des diurnales: Traité de journalisme (1903) (onder het pseudoniem Loyson-Bridet)
- Le Parnasse satyrique du XVe siècle (1905)
- Il Libro della mia Memoria (1905) Tekst online

### Postuum
- François Villon (1912)
- Chroniques (1981)
- Vie de Morphiel (1985)
- Correspondance inédite (1985)
- Correspondance Schwob-Stevenson (1992)
- Dialogues d'Utopie (2001)
- Vers Samoa (2002)
- Maua (2009)